# Leibnitz
|  | Aquest article tracta sobre el municipi d'Àustria. Si cerqueu el matemàtic i filòsof, vegeu «Gottfried Wilhelm Leibniz». |

Leibnitz (alemany) o Lipnica (eslovè) és una ciutat en l'estat austríac d'Estíria i al cens de 2001 tenia una població d'uns 7.577. És al sud de la ciutat de Graz, entre els rius Mur i Sulm. La ciutat és capital del Districte de Leibnitz, que s'estén sobre 681 km², on viuen més de 75.000 persones. Leibnitz actua com a centre cultural, educatiu, judicial i econòmic per al seu districte. Hi destaquen les ruïnes de l'assentament romà de Flavia Solva prop del poble de Wagna, el Castell de Seggau (Schloss Seggau), situat damunt la ciutat en el Seggauberg, fundat al segle xii per l'Arquebisbe Konrad I de Salzburg, ara alberga un centre de conferències; l'església de Frauenberg al turó del mateix nom (381 m) i l'abadia de Leibnitz.

## Història
Encara que el centre de la ciutat actual és només a uns 3 km del jaciment arqueològic de Flavia Solva, Leibnitz no pot reclamar la successió directa d'aquest municipi romà fundat al segle i, i finalment destruït a principis del segle v. Quan els pobladors bavaresos es traslladaven a l'àrea durant el segle ix, substituint i gradualment absorbint la població eslava que s'havia establert durant el mig mil·lenni previ, tot record de la ciutat romana s'havia esvaït feia temps.

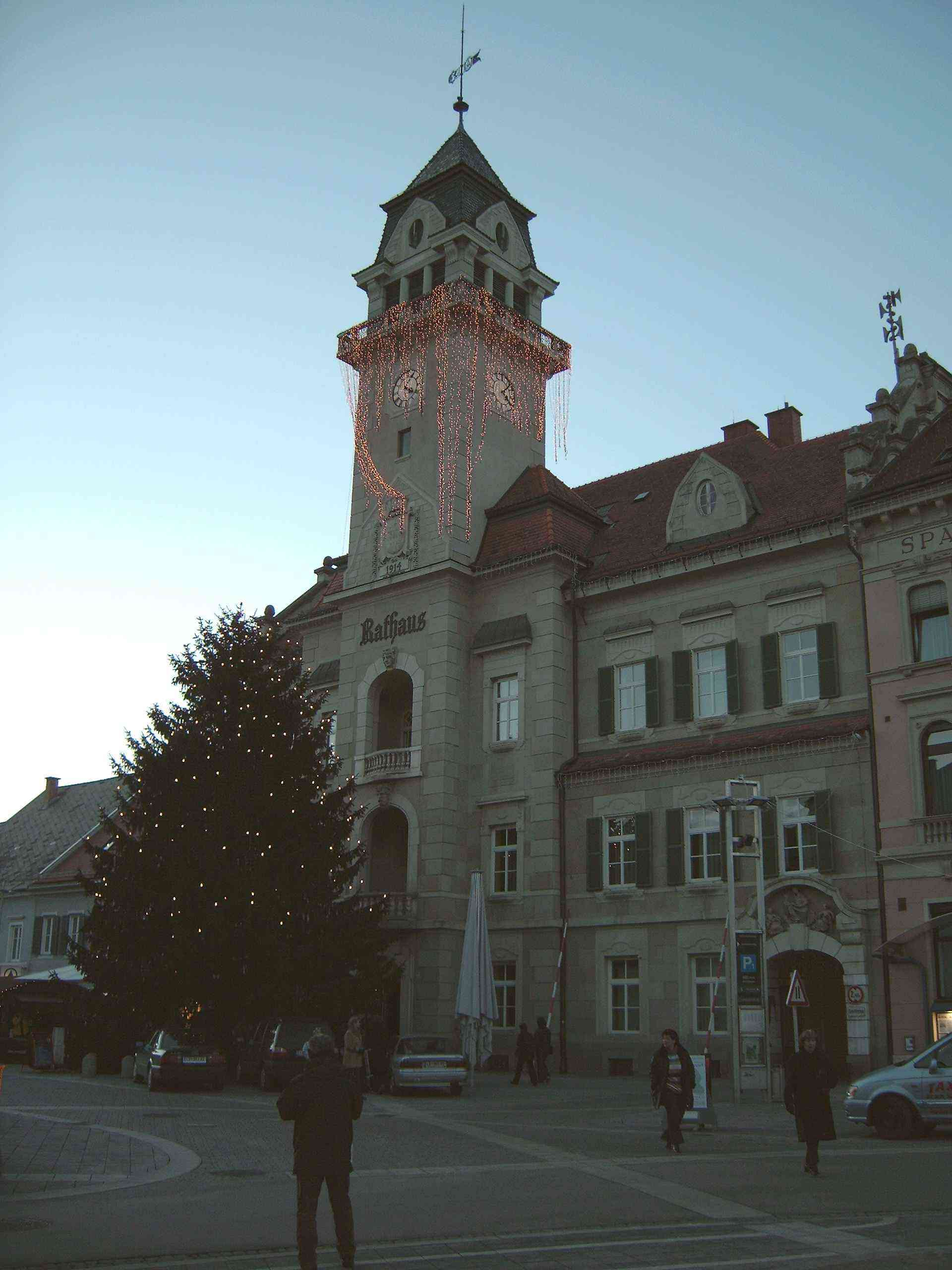
Ajuntament de Leibnitz

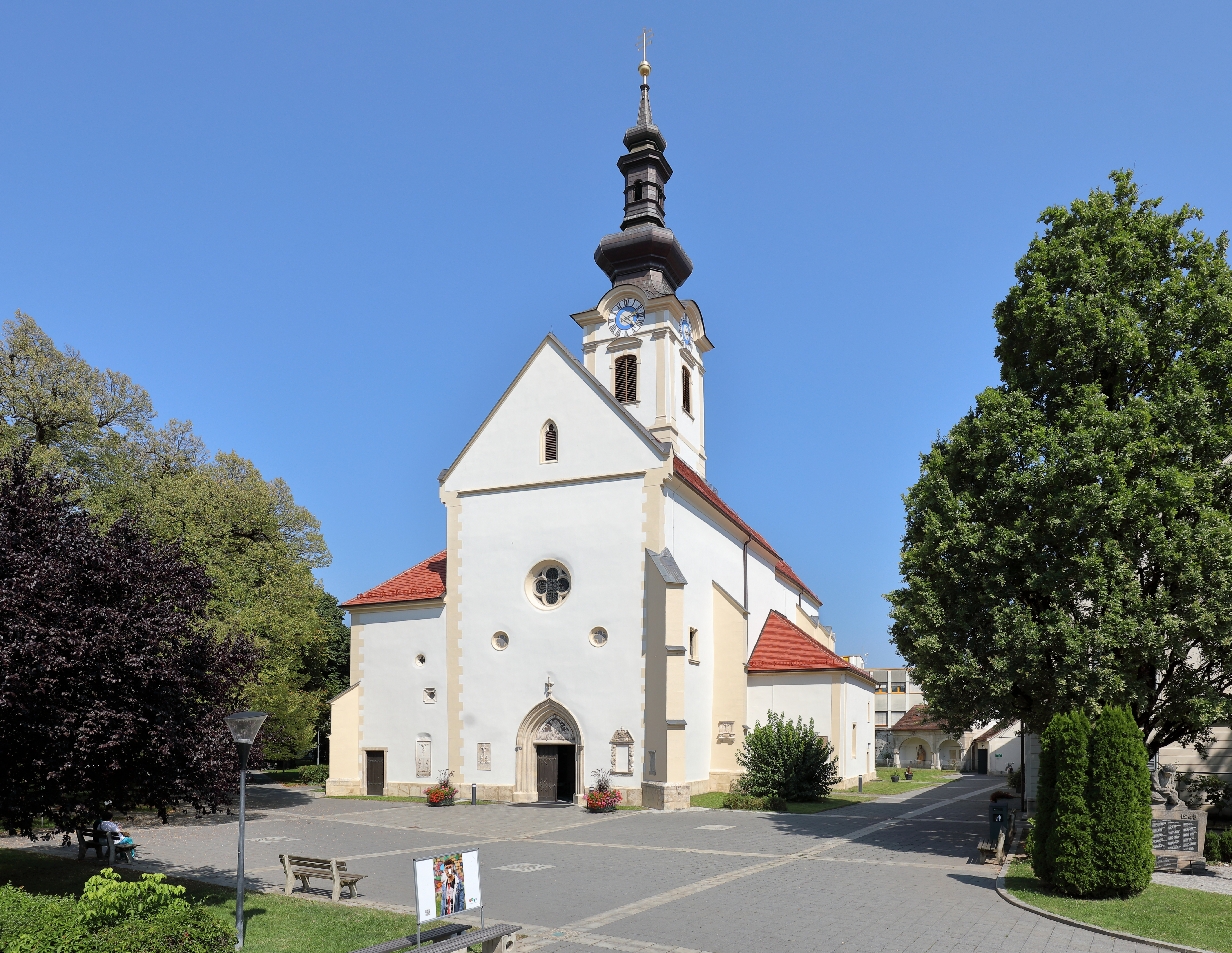
Església Catòlica de Leibnitz

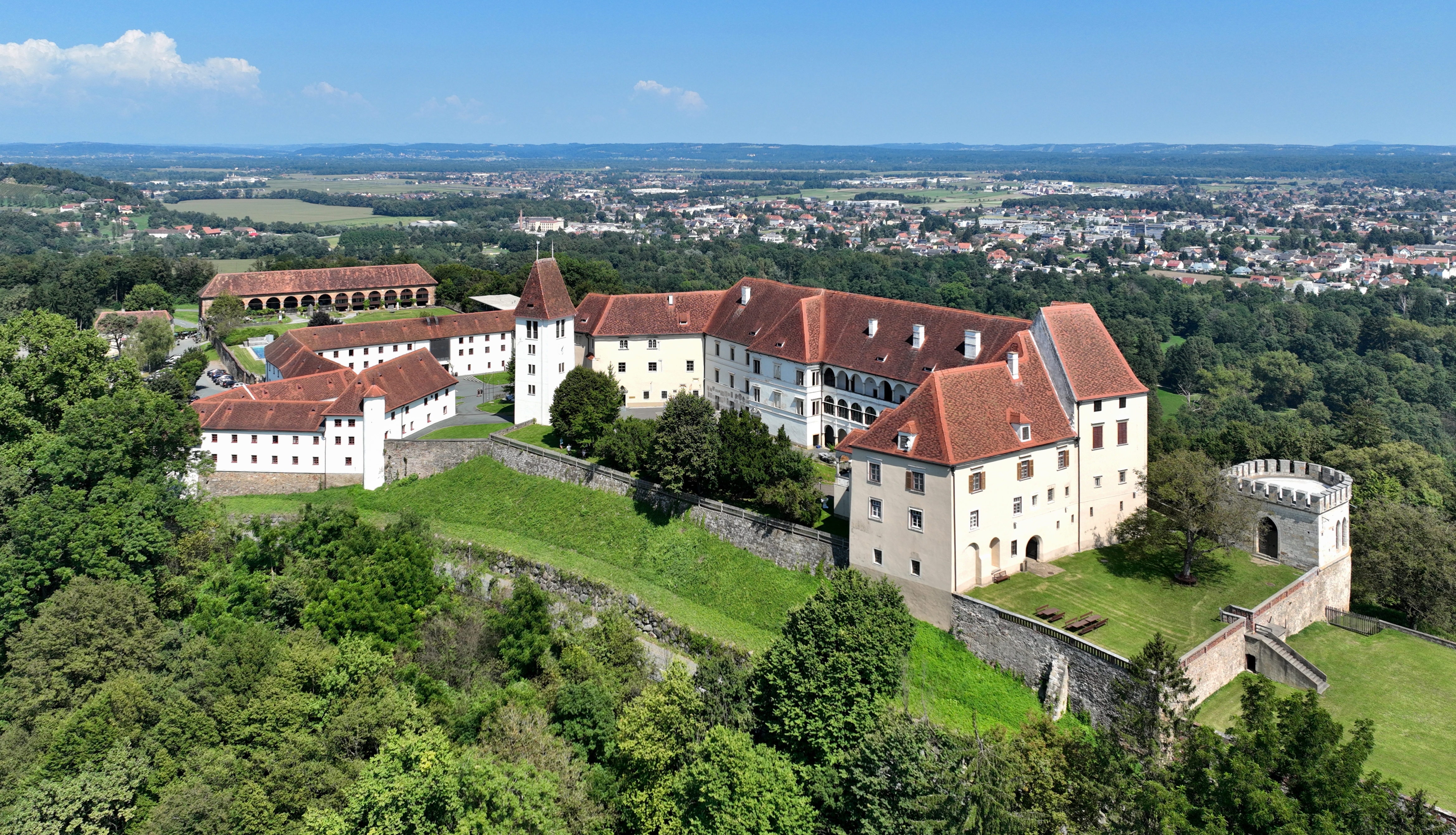
Castell de Seggau prop de Leibnitz

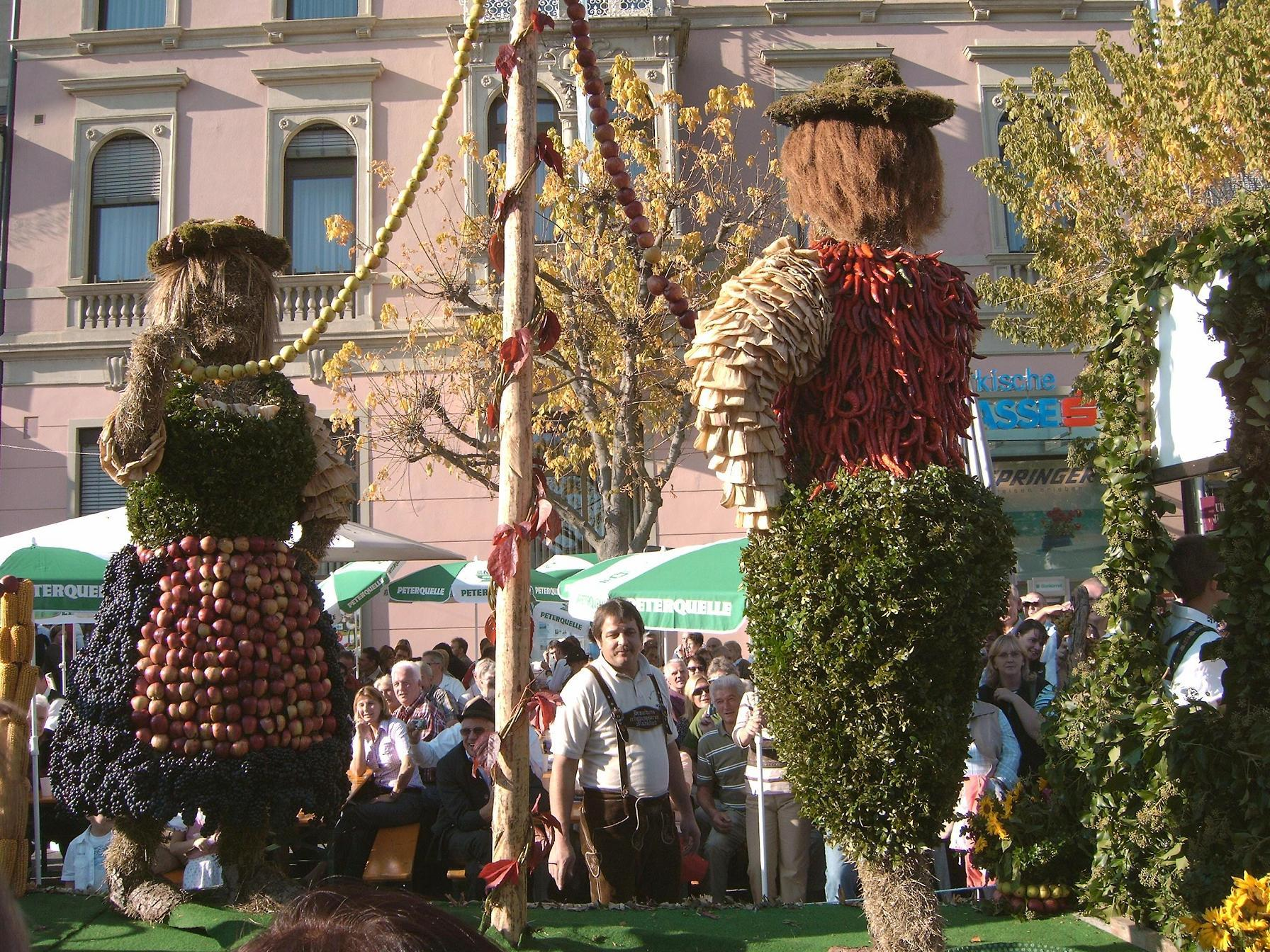
Processó del Festival de Harvest dels 2008 a Leibnitz

La primera versió documentada del nom Leibnitz és Lipnizza i pot ser trobat dins un rotlle emès per l'emperador Otó el Gran datat 7 de març de 970. Tanmateix, un assentament diferent - el civitas Zuib (o Sulb; els dos noms recorden el romà Solva) - era de fet més proper al lloc de la ciutat present que el civitas Lipnizza que era localitzat al pròxim turó de Frauenberg, on l'ocupació humana havia persistit des de l'edat neolítica. Més tard, quan es mogué l'assentament civil altre cop i avall a la vall del Mur mentre que el turó romangué com a lloc fortificat, el nom es transformà en Libniz i Libenizze (segle xii), Leibentz i Leybencz (segles xiii i xiv), i finalment Leybnitz (segles XIV i XV).
Durant el segle xii l'assentament i la seva àrea circumdant, incloent-hi la vall de Sulm a l'oest, es convertiren en territoris de l'estat eclesiàstic de Salzburg i romangueren així durant més de quatre segles. El trasllat de l'assentament civil era iniciat (o com a mínim fortament donat suport) per arquebisbe Konradin de Salzburg, probablement per 1130. El març de 1170, l'emperador Barbaroja parlava de matèries associades amb l'autoritat de Salzburg a Leibnitz, i un document imperial datat de 14 de juny del 1178 concedí plena jurisdicció a Salzburg.
Les dècades de transició de l'edat mitjana resultaven extremadament turbulentes i destructives a l'àrea propera a Leibnitz, com a totes les parts dels sud-est de la moderna Àustria. El fet que Leibnitz no es fortifiqués certament contribuí a la decisió de l'arquebisbe Bernhard von Rorer el 1479 de lliurar el municipi als hongaresos quan l'envairen; la seva ocupació finalitzà el 1490 i Àustria ràpidament reclamà Leibnitz, castigant severament aquells ciutadans que havien col·laborat amb els hongaresos.
Al segle xviii i a principis del XIX, quan Leibnitz tenia un miler d'habitants, la ciutat cremà completament dues vegades, el 29 de maig del 1709 i altre cop el 8-9 de setembre de 1829. El 1883 la població havia aconseguit arribar als 2.471 habitants i el 27 d'abril, l'emperador Austrohongarès Francesc Josep I d'Àustria ascendí formalment Leibnitz al rang de ciutat.
Abans d'1 de gener del 1968 la població de Leibnitz havia arribat a 6.641 però la seva importància relativa i vitalitat havia declinat severament des que la Baixa Estíria havia caigut en poder de Iugoslàvia el 1919 a conseqüència de la Primera Guerra Mundial, tallant les vitals connexions de la ciutat amb el sud convertint-lo en un "municipi de frontera morta". A partir dels anys 1970, quan fou més fàcil que els ciutadans iugoslaus viatgessin a Àustria, Leibnitz començà a experimentar un reviscolament econòmic impulsat posteriorment per l'establiment d'Eslovènia com a estat independent el 1991, i la seva entrada a la Unió Europea el 2004.

## Cultura i oci
Leibnitz té un cinema, una pista de gel al centre, i una piscina a l'aire lliure amb campament i pistes de tennis. Gaudeixen d'aquestes instal·lacions tant locals com turistes de camí a l'Adriàtic. Els esdeveniments anuals interessants inclouen un festival de caiguda amb processó d'acció de gràcies per la collita, la "setmana del vi" de Leibnitz i un “Perchtenlauf” festival pagà. El camp muntanyós, ric en vinya, és la seu de molts establiments tradicionals coneguts com a "Buschenschenke", on es pot degustar la producció local. L'àrea és també creuada per pistes de bicicletes, la qual cosa és especialment popular a l'estiu i tardor. Leibnitz se situa en una branca de la pista de bicicletes amb què les curses al costat del riu Mur des de Graz a l'eslovè fan frontera. Una altra pista de bicicletes al costat del riu Sulm conduir a Gleinstätten.

## Economia
L'àrea que envolta Leibnitz (conegut com el "Leibnitzer Feld") és conreada extensament, sent les collites principals blat de moro i carabassa. L'últim s'utilitza en la producció de l'oli de carbassó de color negre verdós, una especialitat estíria. Petites i mitjanes empreses industrials també hi ha alguns petits hotels i pensions a la ciutat.
Les àrees de camp muntanyós al voltant de la ciutat donen suport a moltes vinyes, que això mateix és un centre cèlebre de producció de vi.

## Transport
Leibnitz és en la principal línia de ferrocarril del sud, connectant Viena amb Eslovènia i els Balcans via Graz. El viatge des de l'estació central de Graz fins a Leibnitz dura una mitja hora que utilitzen trens llançadora a Spielfeld-Straß, Maribor o fins i tot Ljubljana o Zagreb. Hi ha també unes quantes empreses de taxis amb seu a Leibnitz. Leibnitz també és servit per l'autopista de A9, la ruta principal a Eslovènia, via Spielfeld.

## Personatges il·lustres
- Thomas Muster (1967), tennista.